# Saarländisches Denkmalschutzgesetz
Das Saarländische Denkmalschutzgesetz regelt den Schutz und den Umgang mit Kulturdenkmälern im Bundesland Saarland. Es ist eines der Denkmalschutzgesetze in Deutschland.

## Aufgaben des Denkmalschutzes und der Denkmalpflege
Denkmale sind als Zeugnisse menschlicher Geschichte und örtlicher Eigenarten zu schützen, sinnvoll zu nutzen und zu erforschen. Sie sollen nach Möglichkeit der Öffentlichkeit zugänglich gemacht werden. Öffentliche Planungen und Bauvorhaben sind so abzustimmen und die Belange des Denkmals so einzubeziehen, dass das Kulturdenkmal erhalten bleibt, sofern nicht andere Belange überwiegen.

## Kulturdenkmäler
Kulturdenkmäler sind von Menschen geschaffene Sachen oder Teile davon aus zurückliegenden und abgeschlossenen Epochen, an deren Erhaltung aus geschichtlichen, künstlerischen, wissenschaftlichen oder städtebaulichen Gründen ein öffentliches Interesse besteht. Kulturdenkmäler können Baudenkmäler, Bodendenkmäler, bewegliche Kulturdenkmäler und Denkmalbereiche sein.

### Baudenkmäler

#### Definition
Baudenkmäler können einzelne bauliche Anlagen oder aber auch Ensembles sein, die in ihrer Gesamtheit als räumliche oder geschichtliche Gruppe erhaltenswert sind. Dabei müssen die einzelnen Teile des Ensembles nicht selbst Kulturdenkmale sein.
Zu einem Baudenkmal gehören auch dessen Zubehör und seine Ausstattung, Grün-, Frei- und Wasserflächen, soweit sie mit dem Baudenkmal eine Einheit von Denkmalwert bilden. Gegenstand des Denkmalschutzes ist auch die Umgebung eines Baudenkmals, soweit sie für dessen Erscheinungsbild erheblich ist.

#### Veränderung und Veräußerung
Baudenkmäler müssen im Rahmen des Zumutbaren erhalten werden. Sie sollen ihrer ursprünglichen Zweckbestimmung nach genutzt werden oder in einer solchen Form, dass ihr Schutz gewährleistet ist. Nutzungsänderung und Verkauf – letzteres gilt auch für ortsfeste Bodendenkmäler – müssen der Landesdenkmalbehörde angezeigt werden.
Baudenkmäler dürfen nur mit Genehmigung
- zerstört oder beseitigt,
- an einen anderen Ort verbracht,
- in ihrem Bestand verändert,
- in ihrem Erscheinungsbild verändert,
- mit An- oder Aufbauten, Aufschriften oder Werbeeinrichtungen versehen

werden.

### Bodendenkmäler

#### Definition
Bodendenkmäler sind bewegliche und unbewegliche Kulturdenkmäler, die erhaltenswerte Überreste oder Spuren menschlichen, tierischen und pflanzlichen Lebens sind, die sich im Erdboden oder auf dem Grund eines Gewässers befinden oder befunden haben, also auch paläontologische Zeugnisse.
Baudenkmäler und unbewegliche Bodendenkmäler sind unmittelbar durch das Saarländische Denkmalschutzgesetz geschützt. Bewegliche Kulturdenkmäler werden durch Verwaltungsakt unter Schutz gestellt, wenn sie
- zum Kulturbereich des Landes besondere Beziehungen aufweisen,
- national wertvolles Kulturgut oder Archivgut nach dem Kulturgutschutzgesetz darstellen,
- landes- oder ortsgeschichtlich bedeutsame Archive darstellen oder davon wesentliche Teile sind,
- auf Grund internationaler Empfehlungen zu schützen sind und nicht im Eigentum eines Museums in öffentlich-rechtlicher Trägerschaft stehen.

#### Funde
Funde von Bodendenkmälern müssen umgehend der Landesdenkmalbehörde, der Gemeinde oder einem Denkmalbeauftragten angezeigt werden. Der Fund und die Fundstelle sind bis zu sechs Arbeitstagen nach der Anzeige unverändert zu lassen und vor Gefahren zu schützen, wenn nicht die Denkmalbehörde vorher die Fortsetzung der Arbeiten gestattet. Die Landesdenkmalbehörde und die von ihr Beauftragten sind berechtigt, Funde zu bergen und zur wissenschaftlichen Bearbeitung vorübergehend in Besitz zu nehmen. Besteht ein besonderes öffentliches Interesse an einer Grabung, so können Grundstückseigentümer sowie sonstige Nutzungsberechtigte verpflichtet werden, die Grabung zuzulassen. Bei großen Bau- oder Erschließungsvorhaben können im Rahmen des Zumutbaren die Kosten dem Verursacher auferlegt werden. Das Land kann die Ablieferung eines Fundes verlangen, dies geschieht gegen angemessene Entschädigung.

#### Schatzregal
Das Saarland besitzt ein eingeschränktes Schatzregal: Funde, die herrenlos sind oder die so lange verborgen waren, dass ihr Eigentümer nicht mehr zu ermitteln ist, werden mit der Entdeckung Eigentum des Landes, wenn sie bei staatlichen Nachforschungen, in Grabungsschutzgebieten oder bei nicht genehmigten Grabungen entdeckt worden sind oder sie einen wissenschaftlichen Wert besitzen.

#### Grabungsgenehmigung
Eine Genehmigung ist erforderlich, wenn archäologische oder paläontologische Grabungen durchgeführt werden sollen. Die wirtschaftliche Nutzung eines Grundstücks oder eines Grundstücksteils kann beschränkt werden, wenn sich dort Bodendenkmäler von wissenschaftlicher oder geschichtlicher Bedeutung befinden.

## Behörden und Einrichtungen

### Landesdenkmalbehörde
Oberste Denkmalschutzbehörde im Saarland ist das Ministerium für Bildung und Kultur. Dem Ministerium nachgeordnet ist das Landesdenkmalamt. Das Landesdenkmalamt hat dafür Sorge zu tragen, dass Kulturdenkmäler geschützt, zu erhalten und vor Gefahren gesichert werden. Es ist als Fach- und Vollzugsbehörde für alle Fragen den Denkmalschutzes und der Denkmalpflege zuständig.
Bedienstete und Beauftragte der Landesdenkmalbehörde sind berechtigt, nach vorheriger Benachrichtigung, Grundstücke und Wohnungen bei Tage zu betreten, soweit dies zur Durchführung des Gesetzes nötig ist.

### Denkmalbeauftragte
Die Oberste Denkmalschutzbehörde kann Sachverständige oder Personen, die Kenntnisse und Erfahrungen in Denkmalschutz und Denkmalpflege besitzen, heranziehen. Letztere können für die Dauer von fünf Jahren widerruflich zu Denkmalbeauftragten ernannt werden. Zu den Aufgaben der Denkmalbeauftragten gehört besonders die Beobachtung von Vorgängen, den Denkmalschutz betreffend, und die Unterstützung des Landesdenkmalamtes, sowie die Annahme und Weiterleitung von Fundanzeigen, Unterstützung bei der Erfassung von Kulturdenkmälern und deren Kennzeichnung. Die Denkmalbeauftragten sind ehrenamtlich tätig, ihre Auslagen können jedoch durch das Land ersetzt werden.

### Landesdenkmalrat
Als Beratungsgremium unterhält das Saarland den Landesdenkmalrat. Er formuliert Stellungnahmen, Anregungen und Empfehlungen und veröffentlicht jeweils zu Beginn einer Legislaturperiode einen Bericht über die Situation des Denkmalschutzes und der Denkmalpflege im Saarland. Die Mitglieder des Landesdenkmalrates werden durch das Ministerium für Bildung und Kultur auf fünf Jahre berufen. Mitglied im Denkmalrat ist jeweils eine Vertreterin oder ein Vertreter
- des Saarländischen Deutscher Städte- und Gemeindebunds,
- nach dem gemeinsamen Vorschlag der römisch-katholischen Bistümer Speyer und Trier,
- nach einem gemeinsamen Vorschlag der Evangelischen Kirche im Rheinland und der Pfälzischen Landeskirche,
- nach einem gemeinsamen Vorschlag des Verbandes der Haus, Wohnungs- und Grundeigentümer des Saarlandes e. V. und der Arbeitsgemeinschaft der Grundbesitzer in Rheinland-Pfalz und im Saarland,
- der Architektenkammer des Saarlandes,
- der Handwerkskammer des Saarlandes,
- nach einem gemeinsamen Vorschlag des Instituts für Landeskunde im Saarland, der Kommission für Saarländische Landesgeschichte und Volksforschung e. V. und des Historischen Vereins für die Saargegend e. V.,
- nach einem gemeinsamen Vorschlag der Universität des Saarlandes und der Hochschule für Technik und Wirtschaft des Saarlandes.
- Bis zu sechs weiteren Mitgliedern, die über besonderen Sachverstand auf den mit Fragen des Denkmalschutzes und der Denkmalpflege verbundenen Fachgebieten verfügen.